# Bezirksgemeinde Sigulda
Die Bezirksgemeinde Sigulda (lettisch Siguldas novads) – wie alle Novadi Lettlands in rechtlichem Sinne eine Großgemeinde – liegt in der Mitte Lettlands in der historischen Landschaft Vidzeme. Ihr Verwaltungssitz ist in Sigulda.
Die nordöstlich der Hauptstadt Riga liegende Bezirksgemeinde entstand im Rahmen einer Verwaltungsreform zum 1. Juli 2021 durch den Zusammenschluss des alten Bezirks Sigulda mit den Bezirken Krimulda und Mālpils sowie der Gemeinde Inčukalns aus dem Bezirk Inčukalns.

## Geografie
Das nord-südlich gestreckte Gebiet grenzt im Osten an die Bezirksgemeinde Cēsis, im Süden an die Bezirksgemeinde Ogre, im Südwesten an die Bezirksgemeinde Ropaži, im Westen an die Bezirksgemeinden Ādaži und Saulkrasti sowie im Nordwesten an die Bezirksgemeinde Limbaži.
Größte Flüsse in der Bezirksgemeinde sind die Gauja, die sie mittig durchfließt, und im Süden die Lielā Jugla. Größter See ist der Aijažu ezers.
Mittig in der Bezirksgemeinde liegt der Westteil des Nationalparks Gauja.

## Gliederung
Die Bezirksgemeinde umfasst die Stadt (pilsēta) Sigulda sowie 7 Gemeinden (pagasti):
| - Allaži - Inčukalns - Krimulda - Lēdurga | - Mālpils - More - Sigulda (Land) |

## Verkehr
Wichtigste Straßenverbindungen sind die längs durch die Bezirksgemeinde verlaufende Staatsstraße A2, die Teil der Europastraße 77 ist und von Riga nach Ape und weiter zum Grenzübergang nach Estland führt, sowie die davon abzweigende A3 nach Valka und ebenfalls weiter nach Estland. Parallel zur A2 verläuft die Bahnstrecke Riga–Valga mit Bahnhöfe in Vangaži, Inčukalns, Egļupe und Sigulda. Bei Mālpils und bei Ragana in der Gemeinde Krimulda gibt es Flugplätze.

## Nachweise
1. ↑  Law on Administrative Territories and Populated Areas, likumi.lt, abgerufen am 15. August 2021